# Bauhinia conwayi
Bauhinia conwayi är en ärtväxtart som beskrevs av Henry Hurd Rusby. Bauhinia conwayi ingår i släktet Bauhinia och familjen ärtväxter. Inga underarter finns listade i Catalogue of Life.